# Dean Titkov
Dean Titkov (* 22. Juni 2004 in Wien) ist ein österreichischer Fußballspieler.

## Karriere
Titkov begann seine Karriere beim ATSV Deutsch-Wagram. Im September 2011 wechselte er in die Jugend des FK Austria Wien. Bei der Austria durchlief er ab der Saison 2018/19 auch sämtliche Altersstufen in der Akademie.
Im September 2022 wechselte Titkov zu den Amateuren des First Vienna FC. Für die Amateure der Vienna kam er in der Saison 2022/23 zu 14 Einsätzen in der sechstklassigen Oberliga, mit dem Team stieg er zu Saisonende in die 2. Landesliga auf. Im Mai 2024 gab er dann bei seinem Kaderdebüt sein Debüt für die Profis der Wiener in der 2. Liga, als er am 30. Spieltag der Saison 2023/24 gegen den SKU Amstetten in der 90. Minute für Kai Stratznig eingewechselt wurde.